# (18228) Hyperenor
(18228) Hyperenor (3163 T-1) – planetoida z grupy trojańczyków okrążająca Słońce w ciągu 12,14 lat w średniej odległości 5,28 j.a. Odkryta 26 marca 1971 roku.